# Gabrovo
För andra betydelser, se Gabrovo (olika betydelser).
Gabrovo (bulgariska: Габрово) är en stad i kommunen Obsjtina Gabrovo i regionen Gabrovo i centrala Bulgarien i regionen Gabrovo. Staden ligger på nordsidan av bergskedjan Stara Planina, nära Sjipkapasset, vid floden Jantra, och har omkring 64 000 invånare (kommunen har runt 73 000). I staden finns omfattande industrier. Den är även ett kulturellt centrum och har ett universitet.
Staden grundades på 1300-talet i början av den osmanska perioden i Bulgarien. På 1600- och framför allt 1700-talet var staden ett blomstrande centrum för hantverk (främst smide), handel och bildning. År 1835 grundades i staden den första nybulgariska skolan av pedagogen och skolreformatorn Vassil Aprilov.